# 木里秋海棠
木里秋海棠（学名：Begonia muliensis）为秋海棠科秋海棠属下的一个种，是中国的特有植物。分布于中国大陆的四川等地，生长于海拔1,800米至2,600米的地区，多生长于河边岩石上、山沟岩石下或密林中潮湿处，目前已由人工引种栽培。

## 扩展阅读
- 維基物種上的相關：木里秋海棠